# Judo aux Jeux du Commonwealth de 1990
Navigation
Édition suivante
Les compétitions de Judo aux Jeux du Commonwealth de 1990 sont la première édition de judo aux Jeux du Commonwealth. Ces compétitions ont lieu dans le cadre de la XIV édition disputés du 24 janvier au 3 février 2014 à Auckland, en Nouvelle-Zélande.

## Podiums

### Hommes
| Épreuves           | Or            | Argent                | Bronze                                |
| ------------------ | ------------- | --------------------- | ------------------------------------- |
| poids super-légers | Carl Finney   | Kevin West            | James Charles Narender Singh          |
| poids mi-légers    | Brent Cooper  | Mark Preston          | Mark Adshead Jean-Pierre Cantin       |
| poids légers       | Roy Stone     | Majemite Omagbaluwaje | William Cusack Colin Savage           |
| poids mi-moyens    | David Southby | Graeme Spinks         | Gavin Kelly                           |
| poids moyens       | Densign White | Winston Sweatman      | Chris Bacon Rajinder Dhanger          |
| poids mi-lourds    | Ray Stevens   | Dean Lampkin          | Graham Campbell James Kendrick        |
| poids lourds       | Elvis Gordon  | Tom Greenway          | Wayne Watson                          |
| Open               | Elvis Gordon  | Mario Laroche         | Graham Campbell Majemite Omagbaluwaje |

### Femmes
| Épreuves           | Or             | Argent             | Bronze                            |
| ------------------ | -------------- | ------------------ | --------------------------------- |
| poids super-légers | Karen Briggs   | Helen Duston       | Julie Reardon Donna Robertson     |
| poids mi-légers    | Sharon Rendle  | Claire Shiach      | Catherine Grainger Lisa Griffiths |
| poids légers       | Loretta Cusack | Suzanne Williams   | Ann Hughes Moira Sutton           |
| poids mi-moyens    | Diane Bell     | Donna Guy-Halkyard | Mandy Clayton Laurie Pace         |
| poids moyens       | Sharon Mills   | Karen Hayde        | Narelle Hill Joyce Malley         |
| poids mi-lourds    | Jane Morris    | Alison Webb        | Phillipa Knowles Christy Obekpa   |
| poids lourds       | Sharon Lee     | Geraldine Dekker   | Ruth Vondy Linda Konkol           |
| Open               | Sharon Lee     | Jane Patterson     | Geraldine Dekker Nicola Morris    |

## Tableau des médailles
| Rang  | Nation           | Or | Argent | Bronze | Total |
| ----- | ---------------- | -- | ------ | ------ | ----- |
| 1.    | Angleterre       | 14 | 0      | 2      | 16    |
| 2.    | Écosse           | 1  | 3      | 4      | 8     |
| 3.    | Nouvelle-Zélande | 1  | 2      | 2      | 5     |
| 4.    | Canada           | 0  | 6      | 4      | 10    |
| 5.    | Australie        | 0  | 3      | 6      | 9     |
| 6.    | Pays de Galles   | 0  | 1      | 4      | 5     |
| 7.    | Nigeria          | 0  | 1      | 2      | 3     |
| 8.    | Inde             | 0  | 0      | 2      | 2     |
| 8.    | Irlande du Nord  | 0  | 0      | 2      | 2     |
| 10.   | Malte            | 0  | 0      | 1      | 1     |
| 10.   | Île de Man       | 0  | 0      | 1      | 1     |
| Total | Total            | 16 | 16     | 30     | 62    |